# Ismeno (Gerusalemme liberata)
Ismeno (AFI: /iˈzmɛno/) è un mago musulmano, personaggio della Gerusalemme liberata di Torquato Tasso.

## Descrizione
Ismeno è uno stregone alla corte di Aladino, re di Gerusalemme. D'aspetto vecchissimo, cammina lentamente e si appoggia ad un bastone.
È un grande negromante, in grado di rianimare i cadaveri, dar loro sensibilità e farli parlare.
Tra i suoi poteri figura quello di poter creare avvolgimenti protettivi, che rendono invisibile e invulnerabile ciò che è celato al loro interno.
Mostra di conoscere i pensieri e le intenzioni di varie persone; è inoltre in grado di vedere il futuro, seppur in modo confuso e approssimativo: ammette che un simile potere non è concesso ai mortali, nemmeno tramite l'uso di arti magiche.
Ismeno dispone di un carro, trainato da due potenti corsieri, in grado di muoversi ad incredibile velocità, tanto che sembra volare.
Tramite incanti goetici, fa inoltre uso degli spiriti infernali con grande dimestichezza e autorità, impiegandoli a suo piacimento: tanto che l'autore, con un tocco umoristico, afferma che perfino Satana, nell'udire le formule di Ismeno dal fondo dell'Inferno, prende paura.
Un tempo cristiano, nel momento in cui si svolge la vicenda Ismeno è convertito all'islam; sua caratteristica peculiare è il conservare il linguaggio dell'antica fede e mescolarlo nei suoi sortilegi a quello della nuova, creando così un miscuglio sincretico e blasfemo delle due dottrine, mentre, chiosa il poeta, non comprende né l'una né l'altra.

## Nella vicenda

### Canto II
Nei giorni iniziali dell'assedio egli si reca dal re Aladino, offrendogli il suo aiuto e l'impiego dei diavoli al suo servizio nella difesa della città. Ismeno rivela l'esistenza di un'immagine della Vergine, nascosta in un tempio sotterraneo, davanti alla quale è perennemente accesa una lampada. Se il re la sottrarrà personalmente per porla nella propria moschea, Ismeno afferma di poter fare un incantesimo potentissimo: finché l'icona rimarrà nella moschea, la città sarà del tutto inespugnabile.

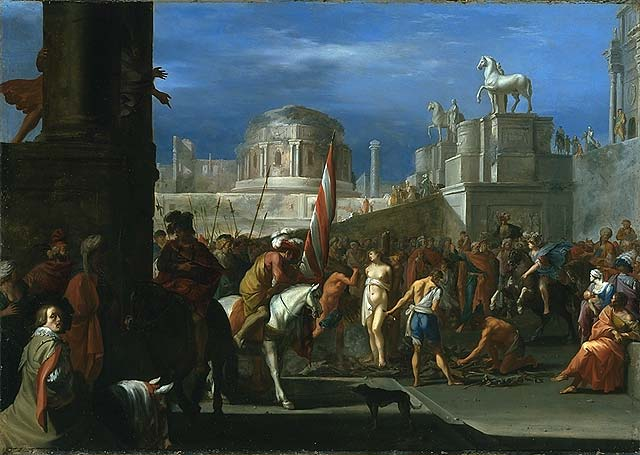
Clorinda salva dal rogo Olindo e Sofronia.

Aladino accetta e il piano viene eseguito, ma l'immagine, per motivi non chiariti (a nulla serve il ricorso di Ismeno alla chiaroveggenza per svelare la verità), scompare misteriosamente nella notte. Aladino, convinto che il furto sia stato compiuto dalla minoranza cristiana, minaccia violente e crudeli repressioni. Due cristiani, Olindo e Sofronia, entrambi confessi (benché innocenti) per motivi diversi, stanno per essere giustiziati sul rogo, ma all'ultimo momento sono salvati dall'intervento di Clorinda: la guerriera spiega che la scomparsa è stata un miracolo voluto del Cielo, indignato per le empie stregonerie di Ismeno, irriverente nei confronti della legge coranica: infatti, se per i musulmani è vietato il culto delle immagini, è ancora più vietato porre in una moschea le immagini sacre di altre religioni.

### Canto X

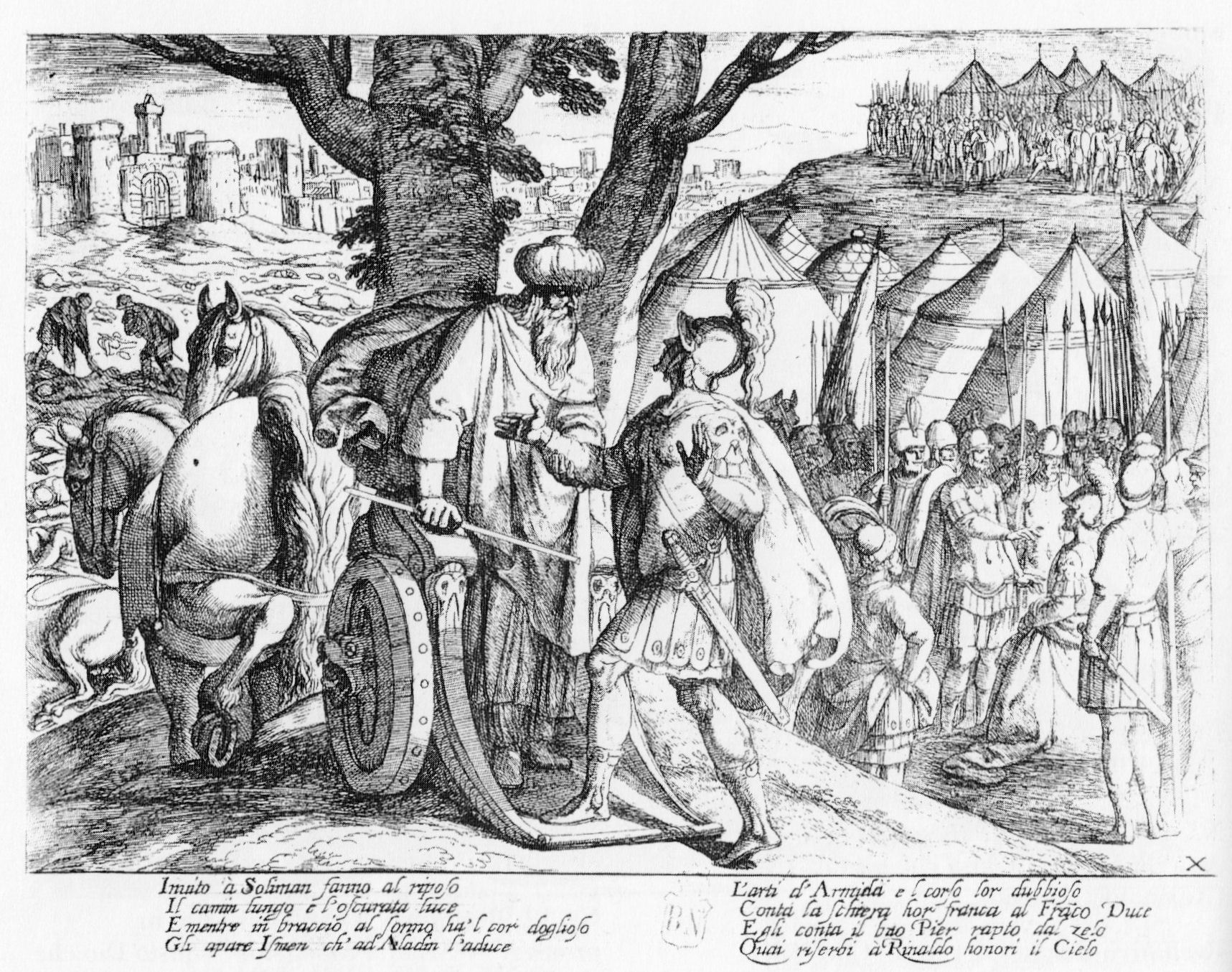
Solimano sale sul carro magico di Ismeno.

Dopo la battaglia in cui i crociati sconfiggono le truppe di Gerusalemme e i mercenari arabi condotti da Solimano, Ismeno raggiunge questi, intenzionato ad unirsi all'esercito del re d'Egitto, e lo convince a tornare con lui a Gerusalemme: i due volano fino alla città con il carro magico di Ismeno, per poi entrarvi tramite un varco segreto. Durante il volo Ismeno predice l'avvento del Saladino, abile stratega e statista che ridarà alle forze islamiche l'antico splendore. Giunti in città Ismeno avvolge Solimano in una nube d'invisibilità e gli permette così di assistere, non visto, al consiglio di guerra di Aladino, per poi palesarsi al momento opportuno.

### Canto XII
Quando Clorinda e Argante decidono di fare una sortita notturna per distruggere la torre mobile dei cristiani, è Ismeno a preparare per loro due palle fatte di una mistura combustibile e appiccicosa, che si rivela molto efficace nel bruciare la struttura in legno della macchina da guerra.

### Canto XIII
La notte successiva alla sortita, Ismeno si reca nella foresta di Saron, il malfamato bosco vicino al campo cristiano: qui traccia un cerchio magico, compie vari rituali e invoca le potenze dell'Inferno. Gli spiriti sono riluttanti a rispondere; ma quando il mago minaccia di pronunciare il nome di Dio, si palesano alfine innumerevoli. Ismeno ingiunge ai diavoli di infestare la foresta entrando nei tronchi degli alberi e di mettere in fuga i boscaioli: in tal modo intende negare agli assedianti il legname con cui costruire altre macchine da guerra. Infine, rientrato in città alla presenza del re, osservando le congiunzioni astrali Ismeno prevede con successo l'avvento del simun, destinato a indebolire le armate dei crociati.

### Canto XVIII

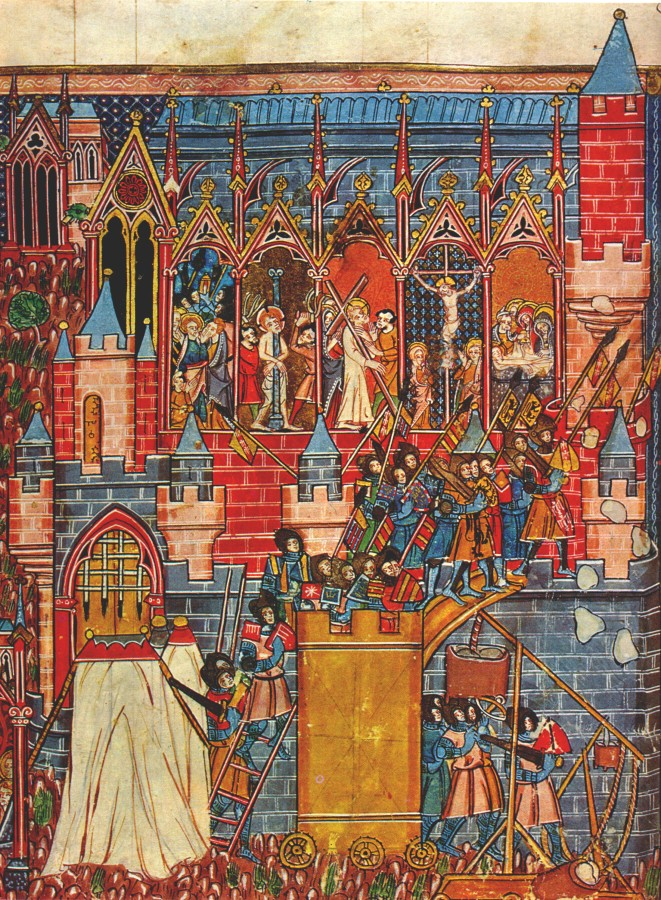
L'assedio di Gerusalemme in un manoscritto medievale.

In seguito al ritorno di Rinaldo, che spezza l'incantesimo del bosco e permette ai crociati di costruire nuove macchine, Ismeno, indispettito, prepara una grande quantità di potentissime misture infiammabili da riversare su di esse durante l'assedio; sennonché, mentre dalle mura erompe la pioggia di fuoco, il vento muta all'improvviso, venendo a spirare verso la città e facendo cadere i proiettili incendiari sulle coperture morbide che i cittadini avevano posto sulle mura per attutire i colpi delle catapulte e degli arieti. Allora Ismeno, affiancato da due streghe, sale sulla cima delle mura e, "torvo e nero e squallido e barbuto", si prepara a piegare la natura con i suoi incantesimi, con l'intenzione di girare di nuovo il vento; ma, mentre i tre iniziano a pronunciare le formule e già s'addensano le nubi e si offusca l'aria, un enorme macigno, lanciato da una macchina cristiana, li colpisce smembrandoli. Le anime perverse di Ismeno e delle due incantatrici volano quindi verso le tenebre infernali.